# Fernando Morales
Fernando Morales Esquer (* 14. September 1985 in Mexiko-Stadt), auch bekannt unter dem Spitznamen El Zurdo (Der Linksfüßler), ist ein ehemaliger mexikanischer Fußballspieler, der vorwiegend im linken Mittelfeld agierte.

## Laufbahn
Morales begann seine Profikarriere bei seinem Heimatverein Club Universidad Nacional und schaffte erstmals in der Saison 2004/05 den Sprung in die erste Mannschaft. Gleich in seiner ersten Halbsaison, der Apertura 2004, gewann er mit den Pumas die mexikanische Fußballmeisterschaft, kam auf dem Weg zu diesem Erfolg aber nur im letzten Spiel der Punktspielrunde zum Einsatz, das 1:5 gegen Deportivo Guadalajara verloren wurde. Seine persönlich beste Spielzeit war die Clausura 2006, in der er, mit Ausnahme des zweiten Spieltags, in allen Begegnungen der Punktspielrunde mitwirkte.
Nachdem Morales das komplette Jahr 2007 auf Leihbasis beim Club Necaxa verbracht hatte, kehrte er Anfang 2008 zu den Pumas zurück, wo er immer wieder auch beim in der zweiten Liga spielenden Farmteam Pumas Morelos eingesetzt wurde und sich nicht dauerhaft in der ersten Mannschaft etablieren konnte. Während er zum Beispiel in der Clausura 2009 neun Einsätze für die erste Mannschaft absolvierte und somit zum zweiten Mal zum Kader der Pumas-Meistermannschaft gehörte, war er beim nächsten Titelgewinn der Pumas in der Clausura 2011 dauerhaft an die Pumas Morelos ausgeliehen und kam somit nicht in den Genuss eines dritten Meistertitels.
Die Saison 2011/12 verbrachte „Zurdo“ Morales leihweise beim San Luis FC und in der Clausura 2013 war er auf Leihbasis für Monarcas Morelia im Einsatz. Im Sommer 2013 wechselte er zum schwedischen Zweitligisten Ljungskile SK, bevor er seine aktive Laufbahn 2014 in Diensten der Pumas beendete.

## Erfolge
- Mexikanischer Meister: Apertura 2004, Clausura 2009